# 23121 Майклдінг
23121 Майклдінг (23121 Michaelding) — астероїд головного поясу, відкритий 4 січня 2000 року.
Тіссеранів параметр щодо Юпітера — 3,340.